# Vojaškosanitetna šola (Kraljevina Jugoslavija)
Vojaškosanitetna šola je bila vojaško-sanitetna šola v sestavi Vojski Kraljevine Jugoslavije.
Šola je delovala med letoma 1922 in 1930. Šolala je pomožno sanitetno osebje; za sprejem so bili morali kandidati končati 4 razrede gimnazije ali realke. Šolanje je trajalo 3 leta in po končanju so diplomanti bili povišani v čin sanitetnega narednika.